# 紀元前794年
紀元前794年（きげんぜん794ねん）は、西暦による年。

## 他の紀年法
- 干支 : 丁未
- 中国
  - 周 - 宣王34年
  - 魯 - 孝公13年
  - 斉 - 荘公贖元年
  - 晋 - 穆侯18年
  - 秦 - 荘公28年
  - 楚 - 熊咢6年
  - 宋 - 戴公6年
  - 衛 - 武公19年
  - 陳 - 武公2年
  - 蔡 - 釐侯16年
  - 曹 - 恵伯2年
  - 鄭 - 桓公13年
  - 燕 - 釐侯33年
- 朝鮮
  - 檀紀1540年
- ユダヤ暦 : 2967年 - 2968年